# 蒙古銀行
蒙古银行（英語：Bank of Mongolia，简称BoM），成立于1991年，是蒙古国之中央银行。其在管理上独立于蒙古政府，拥有相当的自主管理权，但在行政上仍需接受国家大呼拉尔（即议会）的监督。

## 历史
1924年6月2日，蒙古和苏联共同出资，在阿勒坦布拉格建立了蒙古贸易与工业银行（Trade and Industry Bank of Mongolia），又称蒙古银行（Bank of Mongolia），当时银行总资本为260,000蒙刀（“刀”是当时蒙古的货币，又名“yanchaan”），共有22名员工，其中18人为苏联专家，4人是蒙古人。当时银行同时使用“蒙古贸易与工业银行”、“蒙古银行”这两个名称，但在官方正式文件和记录中使用的是“蒙古银行”。
银行成立初期，蒙古仍然没有国家货币，所以在开头的18个月里，银行的财政政策、货币信贷政策都无法实施，而外币却在市面流通使用。于是在1925年2月22日，根据大呼拉尔的决议，蒙古人民共和国政府公布了进行货币改革的决定，按照该决定，蒙古银行发行一种新的国家货币图格里克，以贵金属和外国稳定货币（占25%）、适销商品（占75%）作为保证。
1954年，银行工作人员中的蒙古人构成已上升至98％（1924年成立初期为18％）。在此基础上，苏联向蒙古人民共和国转让了自己在该银行的股本和股票。此后，蒙古银行改名为蒙古国家银行（State Bank of Mongolia），但在蒙古人民共和国的官方文件中仍然称蒙古银行。
1991年，蒙古建立了全新的两级银行体系。蒙古银行自成立以来，一直致力于对国家经济的影响和贡献，维持稳定币值的货币政策，并在不稳定的过渡期内降低通货膨胀率。

## 目标与职能

### 目标
蒙古银行最主要的目标是确保国家货币图格里克的稳定性，促进国民经济的平衡和可持续发展，维护资金、金融市场和银行体系的稳定。

### 职能
蒙古银行为了实现其目标，其主要职能为：
- 发行货币并管理其流通；
- 制定和实施货币政策；
- 担任政府的财政中介；
- 监督银行以及金融机构的业务经营活动；
- 组织以及管理银行间的支付和结算活动；
- 管理官方外汇储备。

## 组织结构
蒙古银行截止2012年共有雇员434名:p47，全行最高决策机构为董事会（英語：Board of Directors）。董事会由行长、第一副行长、副行长、9名董事及2名无投票权的顾问成员组成。
|  |  | 货币政策 委员会 | 货币政策 委员会 | 货币政策 委员会 | 货币政策 委员会 | 货币政策 委员会 | 货币政策 委员会 |  |  | 董事会                | 董事会                | 董事会                | 董事会                | 董事会                | 董事会                |  |  | 金融稳定 委员会 | 金融稳定 委员会 | 金融稳定 委员会 | 金融稳定 委员会 | 金融稳定 委员会 | 金融稳定 委员会 |  |  |  |  |  |  |  |  |  |  |
|  |  | 货币政策 委员会 | 货币政策 委员会 | 货币政策 委员会 | 货币政策 委员会 | 货币政策 委员会 | 货币政策 委员会 |  |  | 董事会                | 董事会                | 董事会                | 董事会                | 董事会                | 董事会                |  |  | 金融稳定 委员会 | 金融稳定 委员会 | 金融稳定 委员会 | 金融稳定 委员会 | 金融稳定 委员会 | 金融稳定 委员会 |  |  |  |  |  |  |  |  |  |  |
|  |  |                 |                 |                 |                 |                 |                 |  |  |                       |                       |                       |                       |                       |                       |  |  |                 |                 |                 |                 |                 |                 |  |  |  |  |  |  |  |  |  |  |
|  |  |                 |                 |                 |                 |                 |                 |  |  | 行长                  |                       |                       |                       |                       |                       |  |  |                 |                 |                 |                 |                 |                 |  |  |  |  |  |  |  |  |  |  |
|  |  |                 |                 |                 |                 |                 |                 |  |  |                       |                       |                       |                       |                       |                       |  |  |                 |                 |                 |                 |                 |                 |  |  |  |  |  |  |  |  |  |  |
|  |  |                 |                 |                 |                 |                 |                 |  |  |                       |                       |                       |                       |                       |                       |  |  |                 |                 |                 |                 |                 |                 |  |  |  |  |  |  |  |  |  |  |
|  |  |                 |                 |                 |                 |                 |                 |  |  |                       |                       |                       |                       |                       |                       |  |  |                 |                 |                 |                 |                 |                 |  |  |  |  |  |  |  |  |  |  |
|  |  | 副行长          | 副行长          | 副行长          | 副行长          | 副行长          | 副行长          |  |  | 其他常设部门 见下列表 | 其他常设部门 见下列表 | 其他常设部门 见下列表 | 其他常设部门 见下列表 | 其他常设部门 见下列表 | 其他常设部门 见下列表 |  |  | 第一副行长      | 第一副行长      | 第一副行长      | 第一副行长      | 第一副行长      | 第一副行长      |  |  |  |  |  |  |  |  |  |  |

行长为董事会之当然主席，由蒙古国总统根据国家大呼拉尔之提议任命。行内在行长之下常设的部门有:p5：
| 蒙古银行行长其下所辖各常设部门之列表 | 蒙古银行行长其下所辖各常设部门之列表 | 蒙古银行行长其下所辖各常设部门之列表 | 蒙古银行行长其下所辖各常设部门之列表 | 蒙古银行行长其下所辖各常设部门之列表           | 蒙古银行行长其下所辖各常设部门之列表 |
| 监管部                               | 法务部                               | 风险管理组                           | 金融机构组                           | 综合管理部                                     | 货币政策与研究部                     |
| ------------------------------------ | ------------------------------------ | ------------------------------------ | ------------------------------------ | ---------------------------------------------- | ------------------------------------ |
| 重组政策司 监管司 场外监管司         | 单一部门                             | 单一部门                             | 单一部门                             | 保养司 通讯司 秘密安全司 呆帐回收组 伦敦代表处 | 货币政策司 研究司                    |
| 纸币与贵金属部                       | 国际经济部                           | 内部控制，作业风险管控部             | 支付与会计部                         | 信息技术部                                     | 区域分部及分行                       |
| 纸币司 国库资金 特殊事务组           | 金融市场司 国际收支统计与研究司      | 内部控制司 作业风险管控司            | 支付政策与规管司 会计司 交换结算中心 | 软件管理组 研究与服务组                        | 5个区域分部 12座分行                 |

## 历任行长
- V.I.Комаr（1924年－1931年）
- D.I.Mikilman（1924年－1931年）
- N.I.Doichman（1924年－1931年）
- S.Dovchin（1931年－1939年）
- 尤睦佳·泽登巴尔（1939年－1940年）
- T.Baldan（1940年－1955年）
- G.Baljid（1955年－1960年）
- L.Lkhamsuren（1960年－1965年）
- P.Tumur（1965年－1975年）
- D.Danzan（1975年－1981年）
- G.Khuderchuluun（1981年－1991年）
- N.Jargalsaikhan（1991年－1992年）
- 德木其格扎布·莫洛姆扎木茨（1992年－1996年）
- 吉格吉德·乌嫩巴特（1996年－2000年）
- 奥其尔巴特·楚龙巴特（2000年－2006年）
- 阿拉格·巴特苏赫（2006年－2009年）
- 勒哈纳苏伦·普日布道尔吉（2009年－2012年）
- 奈丹苏伦·卓勒扎尔格勒（2012年－2016年）
- 纳德米德·巴亚尔特赛汗（2016年－）